# Gonzalo Genek
Gonzalo Alonso Urresti Araujo (Lima, 29 de mayo de 1992), conocido artísticamente como Gonzalo Genek, es un cantante, compositor y productor discográfico peruano. Considerado como una de las figuras más importantes del hip hop y la música urbana de Perú, se caracteriza por fusionar y experimentar diferentes ritmos tradicionales y contemporáneos, que van desde el jazz y el afrobeats hasta el soul y la música tropical.
Creció en el distrito limeño de Miraflores y mostró interés en la música y la escritura desde joven. Sus inicios en la cultura del hip hop se dieron alrededor de 2006 como grafitero, utilizando el seudónimo de GNC. En 2010, empezó a crear ritmos como beatmaker con el nombre artístico de Cuatro Puntos Beatz. Más adelante, formó parte de las bandas de rap Clean Karma Crú y Guerreros del Bajo, antes de iniciar una carrera como solista.
Se consolidó en la escena urbana peruana con su primer álbum en solitario, Licor, amor & jazz (2015), donde incorporó ritmos clásicos. Continuó su producción musical con sencillos y EP como Flow amazing (2019) y Flama (2020). En 2021, fundó el sello discográfico independiente No Deal, con el cual publicó el álbum colaborativo No Deal, No Drama (2023), que fusiona trap, rap y afrobeats. Su tercer álbum, Sabes, aquí la música no frena (2025), exploró ritmos más bailables como el reguetón y la música electrónica.
Sus letras abordan experiencias personales y sociales, mostrando autenticidad y una evolución desde temas más románticos hasta narrativas más complejas. Además de su faceta como intérprete, se le reconoce por su autogestión, ya que escribe, produce, graba y mezcla su propia música. Su impacto y audiencia activa también es evidenciada por la asistencia masiva a sus eventos en vivo, como un concierto gratuito en julio de 2025. Aunque este evento provocó la aglomeración del localy generó accidentes, consolidó su estatus como figura emergente en la escena musical urbana.

## Biografía y carrera

### Primeros años e inicios en la música (2010-2014)
Gonzalo Alonso Urresti Araujo nació el 29 de mayo de 1992 en Lima. Creció y vivió gran parte de su vida en una quinta del distrito de Miraflores. Desde joven mostró interés por la música, viviendo la interacción constante de ritmos locales e influencias urbanas. Durante su etapa escolar, Genek destacó en artes y literatura, específicamente por su talento para la escritura, lo que fue reconocido por sus profesores e influyó en su posterior carrera como rapero. Alrededor de 2006, tuvo sus primeros acercamientos en la cultura del hip hop como grafitero, utilizando el seudónimo de GNC.
En 2010, Gonzalo comenzó a crear sus primeros ritmos como beatmaker bajo el nombre artístico de Cuatro Puntos Beatz, convirtiéndose progresivamente en productor musical de manera autodidacta.  A finales de 2011, se sumó al colectivo de hip hop peruano Clean Karma Crú, donde inició formalmente su etapa como productor. En 2012, lanzó el mixtape Mente en blanco, su primer material discográfico, que contó con la participación de artistas internacionales como la banda chilena Mambo Rap y los raperos estadounidenses Self Provoked y Linoski.
En 2013, se integró a Guerreros del Bajo, una banda de hip hop derivada de Clean Karma Crú, conformada también por Sloowtrack, Murder, Giru Mad Fleiva, Efe Jota y DJ Místico. Ese mismo año, continuó su proyección como solista con el lanzamiento de sencillos como «Ella», una colaboración con A.C.O que le permitió darse a conocer como solista. Además de lanzar otros sencillos como «Hey, You» y «Cuestión de tiempo», participó como productor del álbum de estudio de Guerreros del Bajo, Dos mil siempre, publicado el 13 de febrero de 2014, donde también destacó por interpretar las canciones «One Lova» y «Sábanas».

### Licor, amor & jazzy despliegue como solista (2015-2020)
El 7 de septiembre de 2015, Gonzalo Genek publicó en solitario su primer material bajo este nombre, el álbum de estudio Licor, amor & jazz, el cual produjo él mismo. Compuesto por 15 temas, el disco plasma la esencia del estilo del rap de los años 90, fusionado con otros ritmos musicales y utilizando sonidos clásicos y melodías armoniosas. Licor, amor & jazz incluye el tema «No puedo», que le brindó mayor reconocimiento en la escena urbana peruana, junto a otras canciones destacadas como «My Girl», «Solo», «Poeta maníaco» y «Delitos».
Entre 2016 y 2018, Genek mantuvo una producción constante de sencillos. En diciembre de 2016, lanzó «El túnel» en diciembre, cuyo videoclip se convirtió en el más reproducido en su canal de YouTube ese año. En 2017, lanzó sencillos como «Trama y desenlace», «Dime cómo», «Al más allá» y «El último posdata», canciones que tuvieron un buen recibimiento por el público. En 2018, publicó «Taste (remix)» –una versión alternativa de la canción de Tyga–, «Rude Gyal» –una colaboración con Sloowtrack– y «Donde estés» –un tema dedicado a su madre–, así como «Infamezzy» y «Algo más».
En 2019, durante un viaje a México, Genek firmó un acuerdo de distribución musical y marketing con la compañía ONErpm. El 29 de mayo de ese mismo año, Genek lanzó su primer EP (extended play) titulado Flow amazing, conformado por seis canciones, cada una con un videoclip. Previo a su lanzamiento, estrenó cuatro videoclips, incluyendo el del sencillo «Desorden» en colaboración con el rapero peruano Django. Durante el mismo año, también participó en colaboraciones como «Con pana» junto a Strong Black y Kaele Bigger, «No somos amigos» junto al rapero Sloowtrack y «Música for real» junto a la Janice.

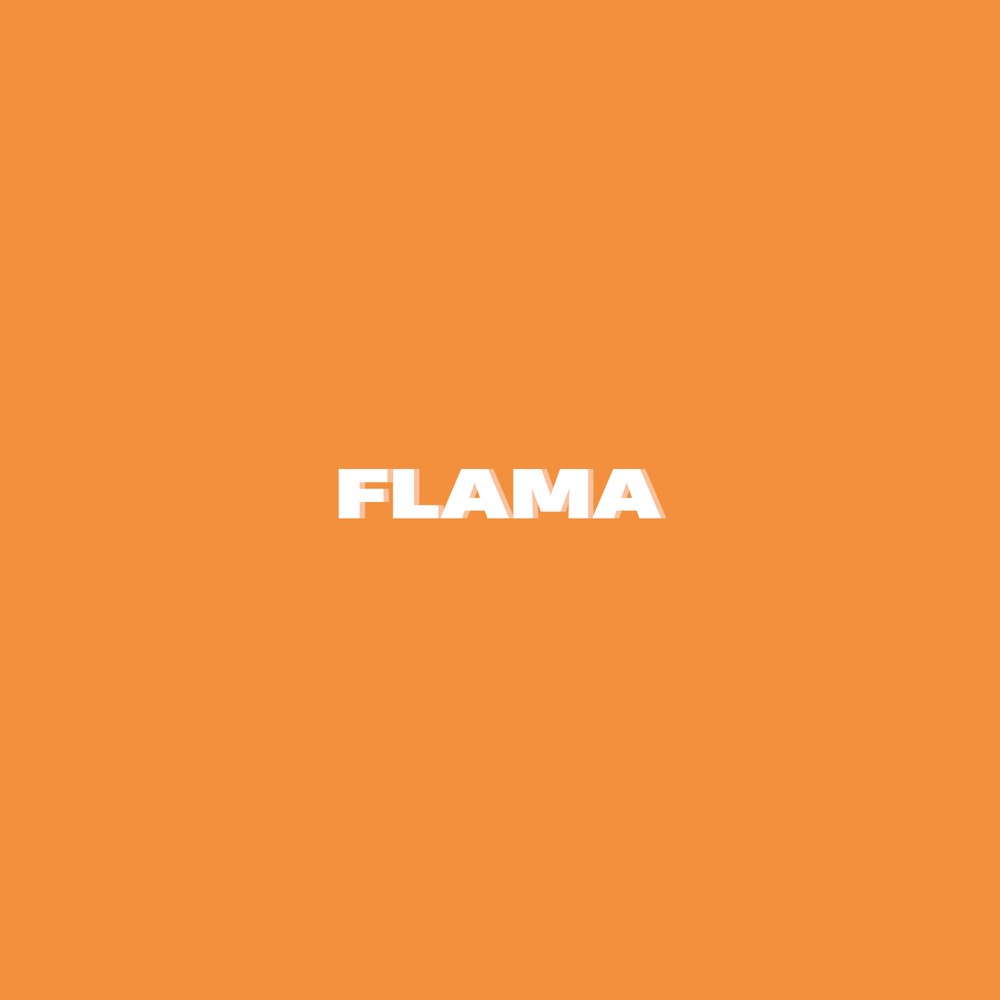
Portada de Flama (2020), segundo EP de Gonzalo Genek

En 2020, publicó sencillos como «Aerostato», en colaboración con Heavy Coste, y «Borracho y loco». No obstante, fue la canción «A veces», lanzada en marzo, la que le dio mayor notoriedad, convirtiéndose en una de sus más reproducidas y destacada como una de las mejores canciones peruanas del año. El 29 de mayo, estrenó su segundo EP, Flama, con 6 canciones y colaboraciones de grandes exponentes de la escena rapera peruana como Daske Gaitán, Sloowtrack, Django, A.C.O y Heavy Coste. A finales de año, se unió al rapero mexicano Gera MX para la colaboración «La primera vez», y también colaboró con Daske Gaitán en el tema «Nos vamos», el cual generó un éxito notable en plataformas digitales.

### No Deal yNo Deal, No Drama(2021-2024)
En 2021, Genek fundó el sello discográfico independiente No Deal, al cual se sumaron los artistas Valeria, Heavy Coste, M. Timére y Once. A través de este sello, Genek y sus colaboradores siguieron experimentando con estilos como el afrobeats, estilo al cual se inclina principalmente la discográfica, además de otros ritmos como el R&B, el soul, el jazz, el funk y el trap. Esta exploración se plasmó en colaboraciones como «Imagínate», «Lately», y «Follow Me» junto a Valeria y Once. Ese año también lanzó sencillos como «Mala mía», en colaboración con Dre Smoke, y «Sky is the Limit».
En 2022, Genek firmó un acuerdo editorial con Warner Chappell Music como compositor y productor. A lo largo del año, en febrero, lanzó la canción «Como si fuera», una mezcla de ritmos urbanos y tropicales con afrobeats, mezclado y masterizado por Juan Delgado, cuyo videoclip, dirigido por Giacomo Cochella, consiguió ser ingresar a la lista de tendencias musicales de YouTube. En abril, ofreció un concierto con sold out en el Arena Perú Hall en Santiago de Surco, marcando su retorno a los escenarios después de 3 años. En mayo de ese año, participó en el sencillo «Shorty», una colaboración que reunió a todos los integrantes de la discográfica No Deal. En julio, realizó un concierto en el Gran Teatro Nacional para el programa de televisión Teatro en grande de TV Perú, compartiendo con Asmir Young. En septiembre, se presentó nuevamente en el Arena Perú Hall durante el festival de rap Un Millón Más Na.
El 15 de diciembre de 2022, lanzó su tercer EP titulado La vuelta, que consta de cinco canciones de rap y una de afrobeats, atendiendo la demanda del público que quería que regrese a hacer rap. En abril de 2023, colaboró en el sencillo «Sola» de Once, perteneciente a su EP Sincronía. En mayo, se presentó en el festival de rap Pura Calle, en el Parque de la Exposición. El 23 de noviembre, junto a su sello No Deal, lanzó el álbum colaborativo No Deal, No Drama, considerado también su segundo álbum de estudio. Esta producción de 14 temas fusiona géneros como el trap, el rap y el afrobeats, contando con la participación de artistas de No Deal, además de A.C.O, Kaeve y el español Sharif. Tras su lanzamiento, canciones como «Esa gata» y «Estaba borracho» alcanzaron tendencias en YouTube y destacaron en playlists latinas de alto impacto en Spotify.
En febrero de 2024, Genek participó en el sencillo «Verano 24» en colaboración de Once y Dre Smoke, generando éxito en plataformas digitales y redes sociales. Más adelante, realizó una gira por Perú para promocionar su álbum No Deal, No Drama, presentándose en Lima, Arequipa, Huancayo, Cuzco y Trujillo. Su concierto en Lima, en el Parque de la Exposición, agotó sus entradas en una hora, lo que marcó su segundo sold out en dicho recinto. Este logro fue considerado un hito fundamental para la escena del rap nacional, llevándolo a anunciar una nueva fecha. En noviembre del mismo año, Genek llevó a cabo una gira por Europa, presentándose en las ciudades de Roma, Barcelona, Milán y Madrid.

### Sabes, aquí la música no frenay concierto gratuito (desde 2025)
El 12 de abril de 2025, Genek se presentó en el Festival Selvámonos Primera Parada, llevado a cabo en el Centro Cultural Deportivo Lima. El 25 de abril, días después, lanzó su tercer álbum de estudio titulado Sabes, aquí la música no frena. Este disco de 15 canciones explora ritmos como el reguetón, la salsa, el hip hop lofi, el afrobeats y el electro house. Su primer sencillo fue «Métele bellako», y el videoclip de la canción «X un besito» cuenta con la participación del actor Carlos Carlín. En mayo, realizó un show sorpresa en la Estación Central del Metropolitano en Lima, donde la aglomeración de la multitud casi lo aplasta, requiriendo la intervención de su seguridad para ser escoltado fuera.
El 13 de julio de 2025, Genek ofreció un concierto gratuito en el centro comercial MegaPlaza del distrito de Independencia, organizado por Radio La Zona. El evento congregó de miles de seguidores de Genek, quienes desbordaron las instalaciones y las medidas de seguridad. Producto de esta masiva aglomeración, se reportaron varios desmayados y asfixiados, lo que llevó a las autoridades a cerrar temporalmente el local. A pesar del incidente, la magnitud del suceso consolidó significativamente su repercusión en los medios y la escena urbana nacional.

## Impacto y comunidad
Gonzalo Genek es reconocido como una de las figuras más importantes e influyentes del rap peruano, consolidándose como un artista clave en la escena urbana y uno de los más escuchados a nivel local e internacional. Medios como El Comercio destacan el «proceso lento» de su trayectoria para consolidarse como «uno de los artistas peruanos más escuchados de los últimos años». Su recepción es consistentemente positiva, destacándose por su amplia popularidad y el impacto que ha generado en la música nacional. Su éxito es notable en plataformas digitales, donde se mantiene constantemente entre los artistas peruanos más escuchados en Spotify a nivel nacional, superado solo por géneros de gran arraigo como la cumbia y la salsa. 
Su significativa presencia de audiencia y su impacto en el público se traduce en una base de fanáticos activa y real, como se demostró en su capacidad para cerrar importantes festivales y la masiva respuesta de sus seguidores en eventos en vivo. En 2025, Infobae destacó la «combinación entre ingenio viral y emotividad colectiva» de sus fanáticos que convirtieron su concierto gratuito en MegaPlaza en un «fenómeno espontáneo», lo cual fortaleció su «vínculo con el público local» y «consolidó su estatura como figura urbana emergente», demostrando que «la música peruana, especialmente los productos del rap y trap, ha encontrado un espacio fuerte en las generaciones jóvenes».

## Estilo y creación artística
El estilo musical de Gonzalo Genek se enmarca dentro del hip hop peruano, distinguiéndose por su versatilidad y la fusión de diferentes estilos. Sus influencias abarcan desde el hip hop clásico hasta ritmos autóctonos del Perú, además de experimentar con elementos de diversos géneros como jazz, afrobeats, soul, R&B, funk, salsa, cumbia, reggae, trap, hip hop lofi, electro house y reguetón. Su evolución musical es palpable en trabajos como su álbum Licor, amor & jazz (2015), que se orienta al rap noventero y la fusión con otros sonidos clásicos, cuyo estilo contrasta con trabajos posteriores como Sabes, aquí la música no frena (2025), que incorpora reguetón y ritmos electrónicos para ofrecer una propuesta más contemporánea y bailable.
En cuanto a sus letras, Genek aborda vivencias personales y sociales, reflejando «su autenticidad y su capacidad para conectar con el público joven». Inicialmente, en Licor, amor & jazz, sus letras tendían a ser más románticas. Sin embargo, evolucionaron para reflejar sus experiencias personales, como se observa en su EP Flow amazing (2019), marcando una «madurez musical» y un cambio lírico que explora temas más complejos. Para Genek, la escencia del rap radica en «transmitir», distanciándose de las batallas de gallos, ya que considera que «con el rap no se compite, con el rap se enseña y se aprende».  Los extractos de series que usa en sus canciones reflejan sus propias experiencias.
Además de su destreza musical, Genek es valorado por su autogestión, escribiendo, produciendo, grabando, mezclando y masterizando su propia música. También se destaca por su apoyo a talentos emergentes y su capacidad como colaborador. El medio Tercer Parlante destaca su «desenvolvimiento en el estudio junto a varios colegas de la escena urbana» en su álbum colaborativo No Deal, No Drama (2023). Los medios también resaltan la originalidad de sus beats, el valor agregado de los samples y la complejidad de sus estructuras musicales, texturas y producción, factores que hacen sus entregas «completas y exitosas».

## Discografía
Álbumes de estudio
- 2015: Licor, amor & jazz
- 2023: No Deal, No Drama (junto a No Deal)
- 2025: Sabes, aquí la música no frena

EP
- 2019: Flow amazing
- 2020: Flama
- 2022: La vuelta

Mixtapes
- 2012: Mente en blanco

Álbumes producidos
- 2014: Dos mil siempre (de Guerreros del Bajo)
- 2025: Clean Karma Crú (de Guerreros del Bajo)